# Swedish Network Users' Society
Swedish Network Users' Society (SNUS) är en förening för datornätverkstekniker. SNUS startades i slutet av 80-talet och var med om att starta Swipnet, Sveriges första kommersiella internetleverantör, år 1991.
SNUS drev under många år interoptester, varierande typer av prov och tester att få olika leverantörers utrustning att fungera ihop, inom e-post, brandväggar, IPSec VPN-utrustningar, IP-telefoniutrustning, etc. Testerna utfördes som projekt som löpte under ett antal månader, och resultatet presenterades senare på olika typer av seminarier eller konferenser.

## IP-priset
Föreningen SNUS delade mellan 2001 och 2015 årligen ut "IP-priset" till "en enskild person som bidragit väsentligt till utvecklingen och kunnandet inom datornätverkteknik." IP-priset delades normalt ut under konferensen internetdagarna som organisationen är med och arrangerar. Priset bestod av en prissumma samt ett diplom.
Följande personer har av SNUS medlemmar utsetts till IP-prismottagare:
- 2001 – Björn Eriksen
- 2002 – Roland Hedberg
- 2003 – Jan Berner
- 2004 – Patrik Fältström
- 2005 – Peter Löthberg
- 2006 – Kurt Erik Lindqvist
- 2007 – Lars Aronsson – Projekt Runeberg, Susning.nu och Wikimedia Sverige
- 2008 – Loa Andersson
- 2009 – Olle Wallner
- 2010 – Fredrik Ljunggren & Jakob Schlyter
- 2011 – Torbjörn Eklöv – Spridande av kunskap runt IPv6 och DNSSEC
- 2012 – Hans Wallberg – mångårigt arbete med spridning av Internet och nätverk i allmänhet i Sverige
- 2013 – Jörgen Eriksson
- 2014 – Lars-Johan Liman
- 2015 – Anne-Marie Eklund Löwinder

## Ordförande
Följande personer har varit ordförande i föreningen SNUS under föreningens existens:
- Bo-Erik Sandholm, Ericsson (första ordförande för SNUS)
- Östen Frånberg, Uppsala Universitet
- Staffan Hagnell, II stiftelsen
- Tobbe Carlsson, II stiftelsen
- Olle E. Johansson, Edvina
- Robert Malmgren, ROMAB
- Patrik Fältström, Netnod
- Niklas Gerdin, Flisa Network AB
- Peter Nõu, Vinnova

## Kuriosa
SNUS har en egen nyhetsgrupp, swnet.org.snus. Den används inte längre av föreningen, men ibland misstas den för att vara ägnad åt diskussioner om snus.